# Sajalkî, Kroleveț
Sajalkî (în ucraineană Сажалки) este un sat în comuna Bilohrîve din raionul Kroleveț, regiunea Sumî, Ucraina.

## Demografie
Componența lingvistică a localității Sajalkî
     Ucraineană (88,89%)
     Rusă (11,11%)
Conform recensământului din 2001, majoritatea populației localității Sajalkî era vorbitoare de ucraineană (88,89%), existând în minoritate și vorbitori de rusă (11,11%).